# William Alexander Ayton
Pour les articles homonymes, voir Ayton (homonymie).
William Alexander Ayton (28 avril 1816 – 1er janvier 1909) est un pasteur anglican britannique ayant un intérêt pour l'alchimie et un occultiste anglais.

## Biographie
William Alexander Ayton est vicaire de Chacombe (Northamptonshire) de 1873 à 1894. En 1894, il se retire dans une petite pension et meurt à Saffron Walden (dans le Hertfordshire) en 1909,,.
Il a traduit du latin la vie de John Dee rédigée par Thomas Smith.
Il est généralement considéré comme ayant été un membre de l'obscure Society of Eight fondée en 1883.
Membre de la Hermetic Brotherhood of Luxor de 1884 à 1888, il en sera le représentant en Angleterre avant de la trahir,. 
Il deviendra alors avec H. P. Blavatsky, la comtesse Wachtmeister et J. D. Buck l'un des quatre responsables de la disparition de la section anglaise de cet ordre, en avril 1888 lors de l'ultime épisode de la guerre qui l'opposa à la Société théosophique.
À la suite de cet épisode Ayton se tournera vers l'Hermetic Order of the Golden Dawn in the Outer fondé cette même année par William Wynn Westcott puis sa successeur l'Holy Order of the Golden Dawn.
Ces sociétés, en menant des opérations solennelles de magies cérémonielles avec des temples, des cercueils, des épées, des costumes et autres décors empruntés à la Franc-maçonnerie possédaient un charme qui manquait entièrement à leur rivales et elles attireront dans le sillage d'Ayton un grand nombre d'anciens membres de la défunte section anglaise de la H. B. of L.
En tant que membre de l’Ordre hermétique de l'Aube dorée, il fut favorable à la réforme doctrinale (certains le considèrent même comme en étant l'instigateur) du Grand Maître Arthur E. Waite, réforme qui scinda l'Ordre en deux : l’Holy Order of the Golden Dawn et la Stella Matutina.